# Couvent des Théatins

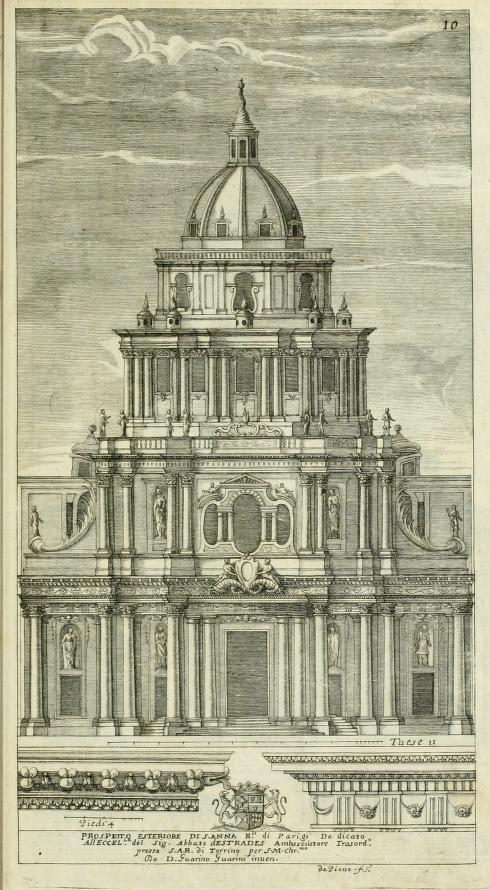
Projet de façade de l'église Sainte-Anne-la-Royale.

Le couvent des Théatins, dit aussi couvent Sainte-Anne-la-Royale, est un ancien couvent situé à Paris, dans l'actuel 7e arrondissement. C'était le seul couvent de l'Ordre des Théatins en France. Construit au XVIIe siècle et XVIIIe siècle, il est démoli au XIXe siècle. Quelques vestiges subsistent rue de Lille et dans une cour du quai Voltaire.

## Situation
Le couvent était situé à l'emplacement des actuels nos 17 à 25 quai Voltaire (anciennement quai des Théatins). Il était également accessible depuis la rue de Bourbon (actuel no 26, rue de Lille),.

## Historique
En 1642, le cardinal Mazarin achète une maison située sur le quai Malaquais (actuel quai Voltaire) pour y établir l'ordre. Il faut toutefois attendre 1648 pour que les frères soient officiellement autorisés à s'établir. Le 7 août 1648, le prieur de l'abbaye Saint-Germain-des-Prés bénit leur chapelle, dite de Sainte-Anne-la-Royale, et Louis XIV vient placer la croix sur le portail de leur maison. Le 29 mai 1653, le parlement de Paris enregistre les lettres-patentes confirmant cet établissement. 
Après le retour en grâce de Mazarin, le ministre leur lègue 300 000 livres afin de faire construire un nouvel édifice pour remplacer leur chapelle devenue trop exiguë. En octobre 1662, le général des Théatins envoie le père Camillo-Guarino Guarini pour en faire les plans. Au projet approuvé de Valperga, l'architecte de Mazarin, il substitue un nouveau projet, « plus lumineux, plus convenable et gracieux ». Il adopte un plan en croix grecque avec un chœur plus développé et une façade ondulante très affirmée ; son goût pour les compositions pyramidantes à effet télescopique et les lumières directes et indirectes s'affirme clairement avec la superposition de quatre espaces de taille décroissante, le vaisseau central mini avec ses quatre bras, le tambour avec sa galerie et deux coupolettes de taille décroissante. Les voûtes des chapelles sont articulées par des bandes obliques. Une éblouissante coupole, d'un plan savant, devait couronner l’édifice. Ce projet n'est toutefois pas mené à son terme. En 1666, alors que l'église ne s'élève qu'au tiers (quelques vestiges subsistent), un conflit financier conduit Guarini à quitter Paris pour Turin, où il entre au service du duc Charles-Emmanuel II.
Le manque de ressources financières conduit les théatins à réduire leur projet et à se limiter à couvrir ce qui était déjà édifié. l'orientation de l'église est modifiée, l'ancien transept devenant la nef. L'église est ouverte au culte en 1669 mais n’est achevée qu'en 1720 par l’architecte Nicolas Liévain. 
Les Théatins font également construire des passages permettant d'accéder à l'église sous des maisons de rapport élevées quai Voltaire et rue de Lille. Pierre Desmaisons fournit le plan de la façade du passage du quai Voltaire en 1746. Il est construit grâce à une loterie accordée par le roi et à la générosité du Dauphin, Louis de France , et de Jean-François Boyer, ancien évêque de Mirepoix et ancien supérieur des théatins. Jacques-François Blondel l'a décrite dans l'Architecture française ; s'il complimente Desmaisons pour son talent manifesté précocement, il est plutôt critique à propos de ce portail sur le quai (à l'époque où il écrit, celui sur la rue de Lille n'est pas construit). Il trouve maladroit et un peu lourd cet entassement de colonnes au rez-de-chaussée et aux étages, d'autant que ces étages sont faits de logements privés, et préférerait des pilastres à ce niveau. Le 27 octobre 1754, le chapitre conventuel approuve le projet de Pierre Desmaisons pour la façade du passage situé au 26 rue de Lille, qui subsiste, contrairement à celui sur le quai. Il a visiblement tenu compte des critiques de Blondel en variant les niveaux et en faisant disparaître les colonnes, remplacées aux étages par des pilastres et au rez-de-chaussée par de très civils bossages. Mais Blondel a peut-être été un peu injuste avec l'entrée du quai Voltaire, car Desmaisons avait réussi la gageure de la faire passer pour un portail d'église tout en dissimulant sous une grande verrière centrale imitant un vitrail deux niveaux d'habitation. Les travaux ont été longs et n'ont été achevés qu'en 1780. 
Le couvent est supprimé en 1790. Devenus propriétés nationales, les bâtiments sont vendus le 19 frimaire an VI (9 décembre 1797). Au début du XIXe siècle, l'église est transformée en lieu de spectacles où sont organisés des bals et des fêtes. En octobre 1815, le café des Muses y est établi. En 1822, les bâtiments sont démolis et de nouveaux immeubles sont reconstruits à leur emplacement.

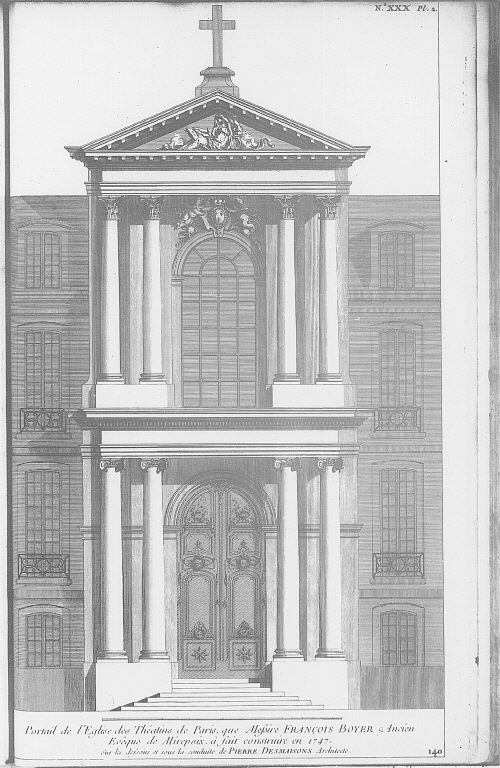
Façade du passage des Théatins sur le quai.
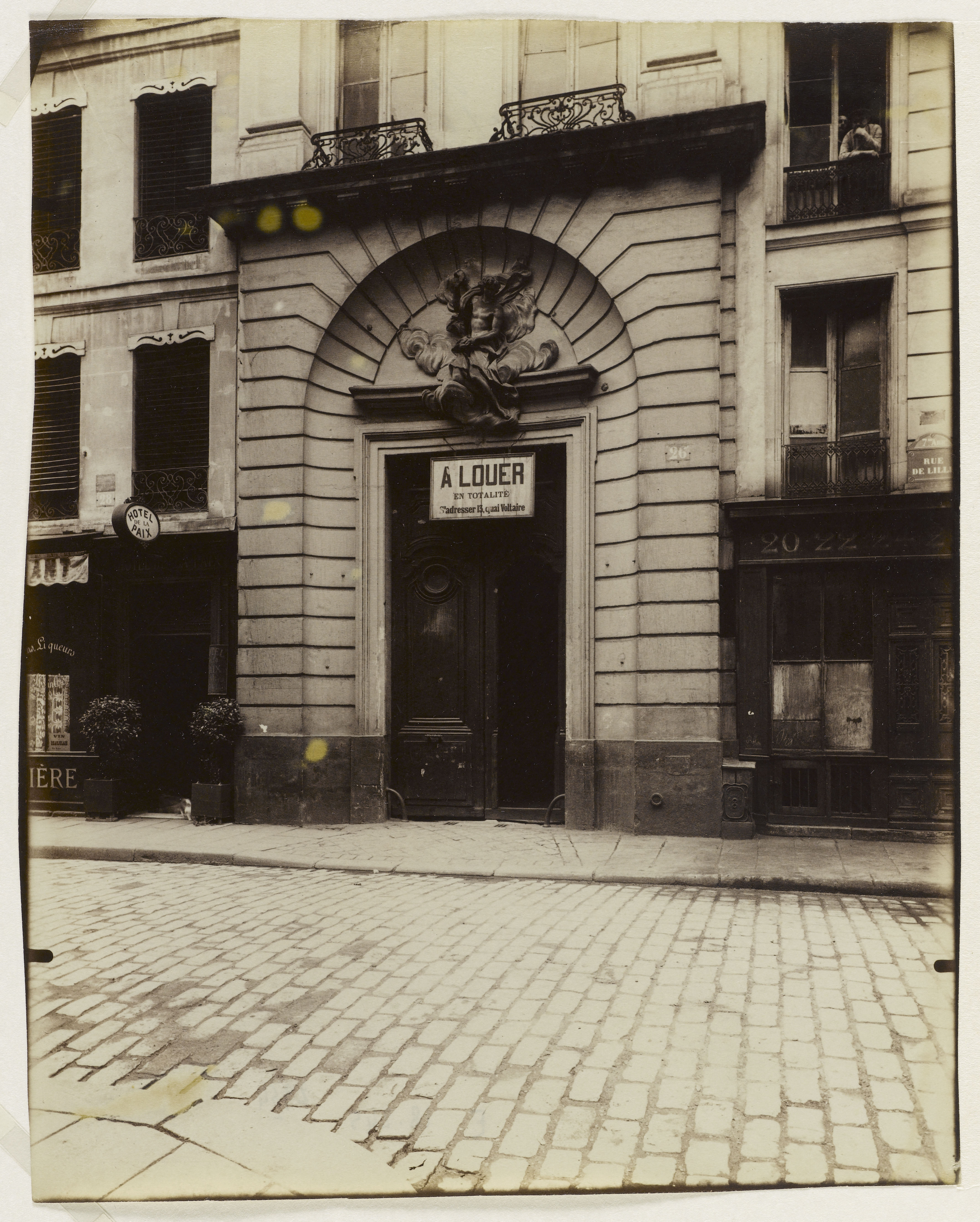
Façade du passage sur la rue de Lille.
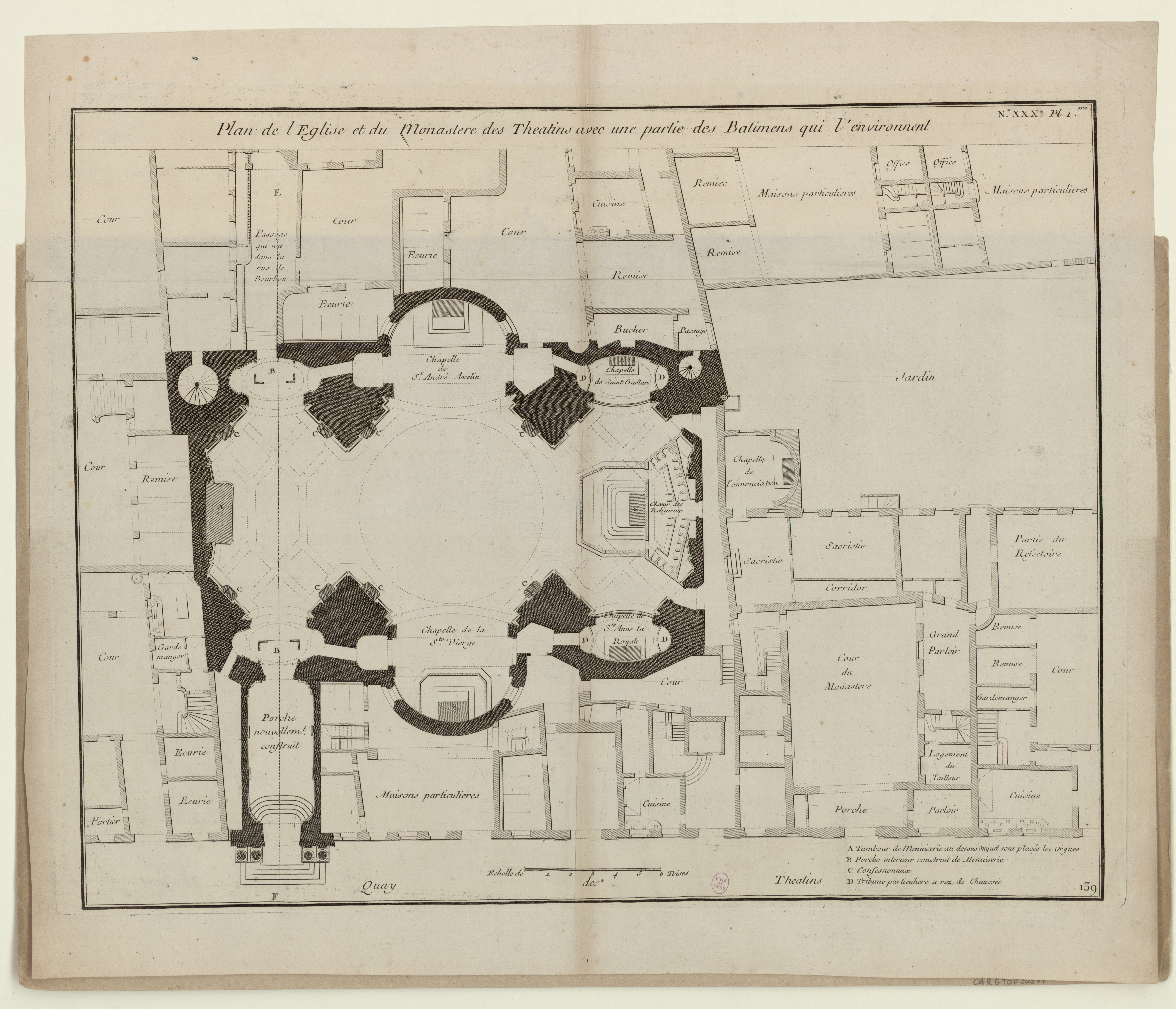
Plan de l'église et du couvent.
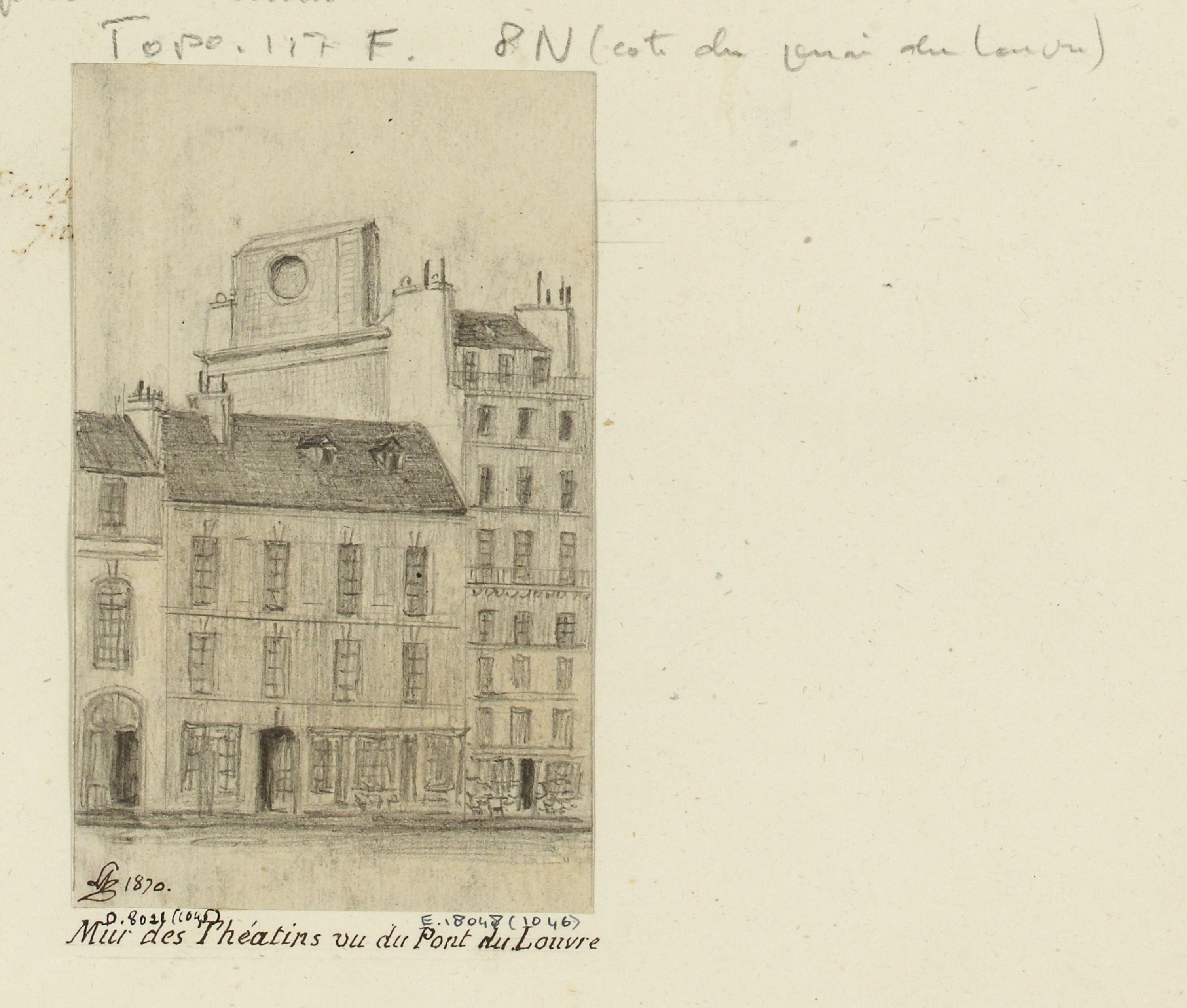
Vestiges de l'église après sa destruction.

## Vestiges
Le portail du couvent sur la rue de Lille subsiste. Il a été inscrit aux monuments historiques en 1928.
Dans la cour du no 13 quai Voltaire, une partie de la façade orientale de l’église des Théatins est identifiable. 
Le no 30 rue de Lille est un immeuble locatif construit par les Théatins. Cet immeuble est également inscrit.

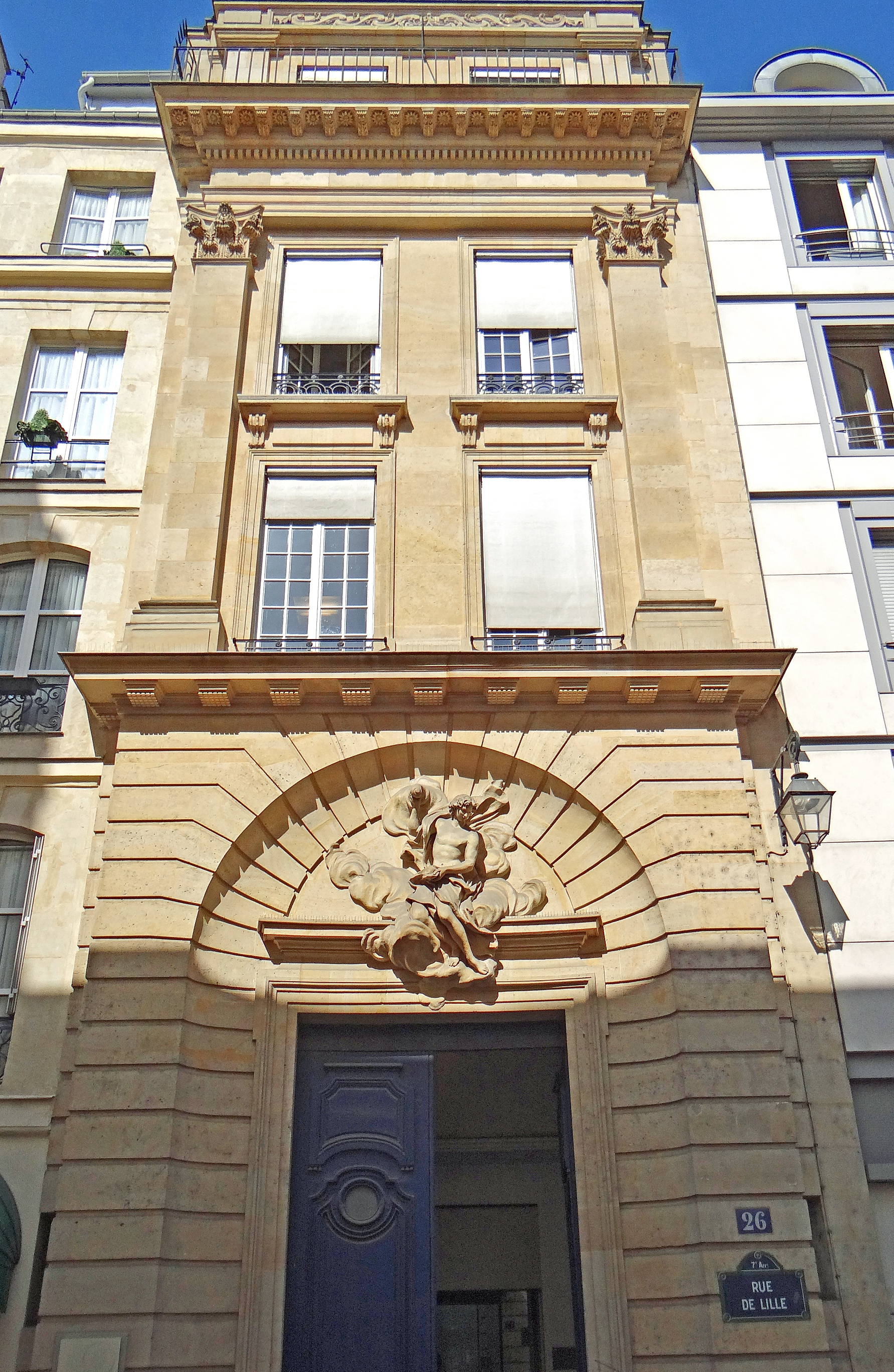
Façade du no 26 rue de Lille.
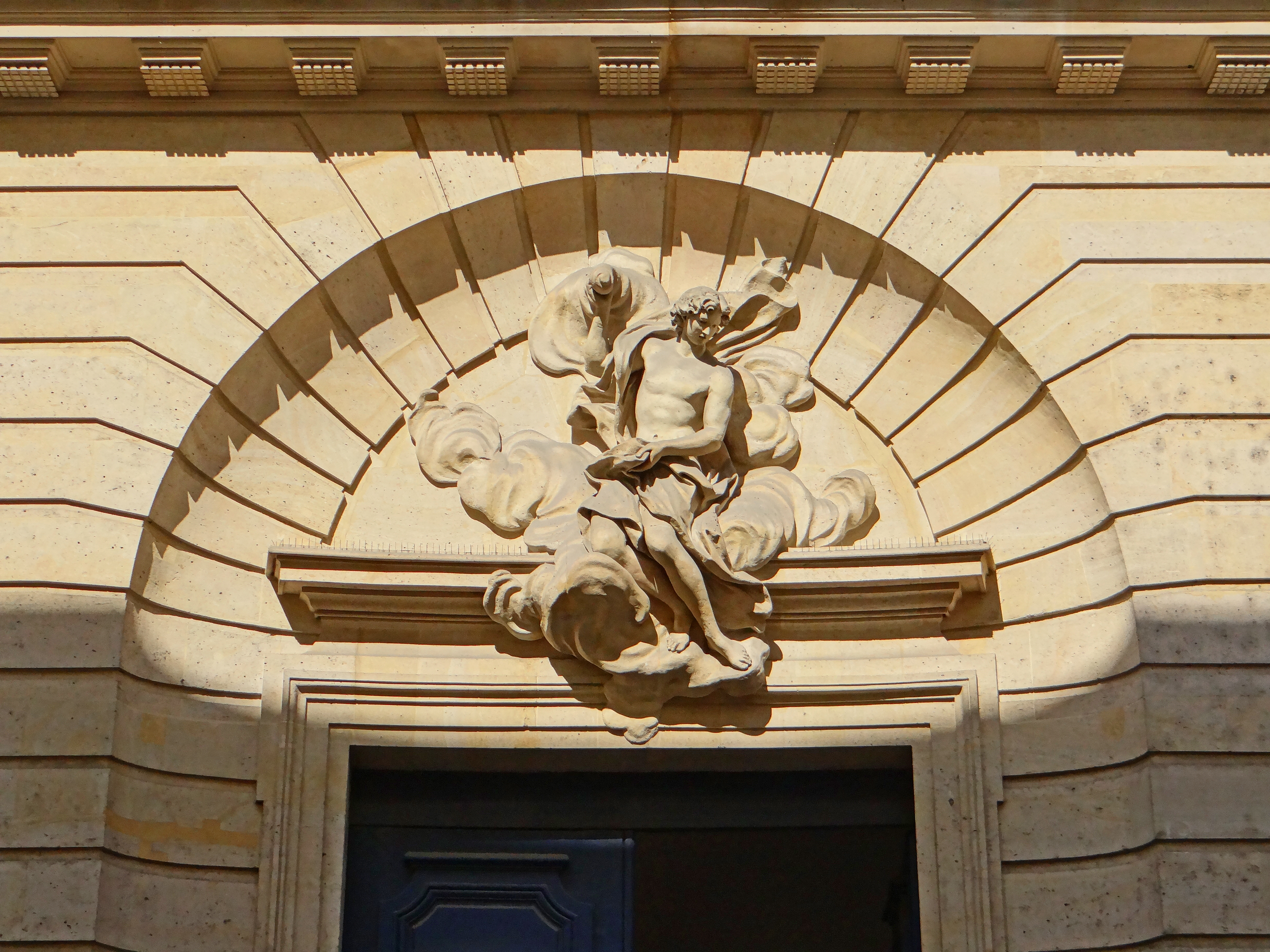
Détail de la façade du no 26 rue de Lille.
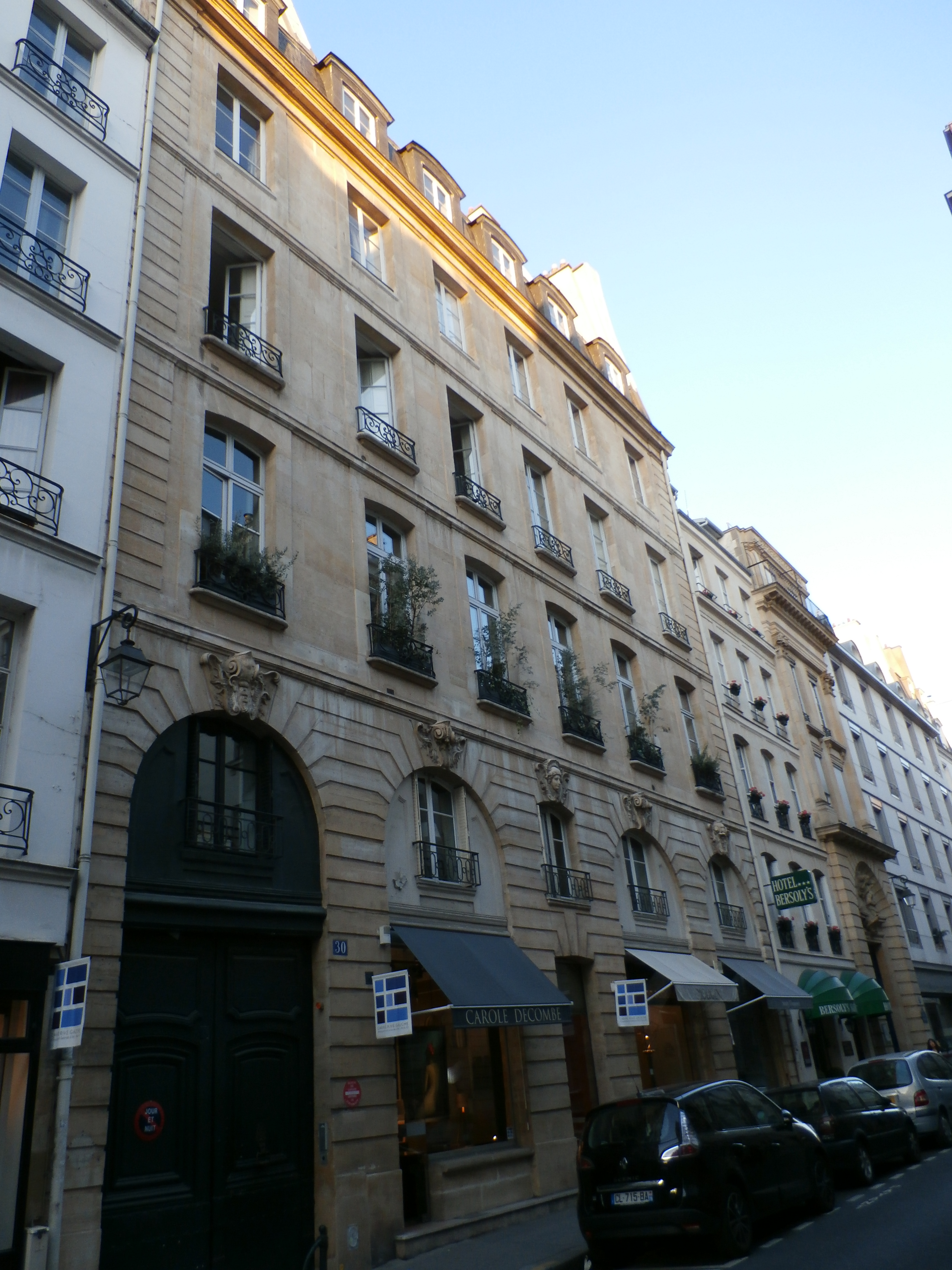
Façade du no 30 rue de Lille.